# Stepfan Taylor
Stepfan Christopher Taylor (Arlington, 9 giugno 1991) è un giocatore di football americano statunitense che gioca nel ruolo di running back per gli Arizona Cardinals della National Football League (NFL). Fu scelto nel corso del quinto giro (140º assoluto) del Draft NFL 2013 dai Cardinals. Al college ha giocato a football all’Università di Stanford stabilendo i primati dell'istituto per yard corse (4.300) e touchdown (45) segnati in carriera.

## Carriera professionistica

### Arizona Cardinals
Taylor fu scelto nel corso del quinto giro del Draft 2013 dagli Arizona Cardinals. Debuttò come professionista nella settimana 1 contro i St. Louis Rams. La sua stagione da rookie si concluse correndo 115 yard disputando tutte le 16 partite, nessuna delle quali come titolare.
Nella settimana 1 della stagione 2014, Taylor segnò il primo touchdown in carriera su passaggio del quarterback Carson Palmer nella vittoria sui San Diego Chargers. Il primo su corsa invece lo segnò nella vittoria della settimana 7 sugli Oakland Raiders. La sua seconda annata si chiuse con 208 yard corse, un TD su corsa e tre su ricezione.

## Statistiche
| Partite totali      | 30  |
| Partite da titolare | 4   |
| Yard su corsa       | 323 |
| Touchdown su corsa  | 1   |

Statistiche aggiornate alla stagione 2014